# Leandra dispar
Leandra dispar är en tvåhjärtbladig växtart som först beskrevs av George Gardner, och fick sitt nu gällande namn av Célestin Alfred Cogniaux. Leandra dispar ingår i släktet Leandra och familjen Melastomataceae. Inga underarter finns listade i Catalogue of Life.